# Широконіска австралійська
Широконіска австралійська (Spatula rhynchotis) — водоплавний птах родини качкових (Anatidae). Поширений в Австралії і Новій Зеландії. Живе в болотах і озерах з великою кількістю болотної рослинності. 

## Опис
Птах від 46-53 см завдовжки, середня вага - 650 грам. Оперення самця у шлюбному оперенні: голова сіро-зелена, з вертикальним білим півмісяцем між дзьобом і очима, грудка біла з чорними, червонуваті боки і живіт з чорними плямами, спина темно-сіра, очі жовті. Самиця має однорідне забарвлення: вона коричнева зі світло-коричневими плямами, голова світло-коричнева, крім бічних смуг обличчя та над головою, які коричневі, очі горіхового кольору. Дзьоб подовжений і широкий на кінці, лопаткоподібний, темно-буро-чорного кольору.

## Спосіб життя
Гніздиться біля води в гніздах із сухих болотних рослин і пір’я, іноді на пні або в дуплі дерева. Відкладає в середньому 7-8 яєць, які вилуплюються приблизно через 25-26 днів; молодняк росте протягом 45 днів.